# Qiyun Woo
Qiyun Woo (xinès (Singapur): 胡绮芸)  (Singapur, 1997) és un activista mediambiental singapuresa, creadora de continguts, activista pel clima i artista.
Woo també exerceix de consultora de sostenibilitat a Unravel Carbon i també és autora de Green is the New Black.

## Joventut i educació
Woo va néixer l'any 1997 a Singapur. Va obtenir una llicenciatura en estudis ambientals per la Universitat Nacional de Singapur (NUS).

## Carrera professional
Woo va treballar com a líder de la comunitat al Green is the New Black. Després, Woo va treballar a la Junta de Desenvolupament Econòmic (EDB Singapur) com a associada i després com a associada sènior. Woo va treballar posteriorment amb Deloitte com a consultora d'assessorament en risc. Woo treballa actualment amb Unravel Carbon com a consultora de sostenibilitat i també és autora de Green is the New Black.

## Activisme
Woo va començar el seu viatge d'activisme ambiental a l'edat de nou anys d'edat quan va escriure un assaig de tres pàgines quan el guarda de zoològic i personalitat de la televisió australiana Steve Irwin va morir després de ser travessat per un fibló d'una manta l'any 2006.
Va començar la pàgina @theweirdandwild a Instagram per comunicar els problemes. amb el medi ambient a Singapur. Woo juntament amb Sammie Ng van iniciar el Moviment del Dilluns Blanc per fer front al consumisme sense sentit, incitant la gent a comprar només el que necessita. Actualment, Woo està construint Climate Commons, una plataforma de comunicació climàtica amb elements multimèdia interactius.

## Premis i reconeixements
Woo va rebre el premi de lideratge estudiantil FASS de la Universitat Nacional de Singapur (NUS) el 2019. El 2018, va aconseguir el premi HSBC/NYAA Environmental Youth Award. Woo també ha participat en nombroses competicions relacionades amb la sostenibilitat, com ara el Singapore Frontier Challenge organitzat per la NUS, el concurs SembCorp Green Wave 2018 i el CDL E-generation Competition 2018. Woo també és campiona de Women in Environment and Sustainability (WISE).
El novembre de 2023, va ser nomenada a la llista de les 100 dones de la BBC.